# Athetis collaris
Athetis collaris är en fjärilsart som beskrevs av Hans Daniel Johan Wallengren 1856. Athetis collaris ingår i släktet Athetis och familjen nattflyn. Inga underarter finns listade i Catalogue of Life.